# Ternstroemia sylvatica
Ternstroemia sylvatica är en tvåhjärtbladig växtart som beskrevs av Jacques Denys Denis Choisy. Ternstroemia sylvatica ingår i släktet Ternstroemia och familjen Pentaphylacaceae. Inga underarter finns listade i Catalogue of Life.